# 코나아이
코나아이 주식회사(영어: Kona i)는 대한민국의 카드 결제 플랫폼 및 지역화폐 기업이다.

## 논란
2024년 코나아이가 지역화폐 선수금을 빼돌려 수익을 올린 사실을 감사원 감사 결과로 확인했으며, 이와 관련하여 경기도 관계자들이 거짓 정보를 공표했고, 코나아이는 임의로 지역 화폐 운용에 대한 수익을 챙겨 논란이 있었다.

## 같이 보기
- 스테이블코인